# Olympische Sommerspiele 2008/Teilnehmer (St. Lucia)
| Gelbes Symbol für Goldmedaillen mit stilisierten Olympischen Ringen | Graues Symbol für Silbermedaillen mit stilisierten Olympischen Ringen | Braundes Symbol für Bronzemedaillen mit stilisierten Olympischen Ringen |
| ------------------------------------------------------------------- | --------------------------------------------------------------------- | ----------------------------------------------------------------------- |
| —                                                                   | —                                                                     | —                                                                       |

Saint Lucia war mit der Teilnahme an den Olympischen Sommerspielen 2008 in Peking insgesamt zum vierten Mal bei Olympischen Spielen vertreten. Die erste Teilnahme war 1996.

## Leichtathletik
| Disziplin      | Männer          | Frauen          |
| -------------- | --------------- | --------------- |
| Hochsprung     |                 | Levern Spencer  |
| Speerwurf      |                 | Erma Gene Evans |
| Stabhochsprung | Dominic Johnson |                 |

## Schwimmen
| Disziplin   | Männer | Frauen            |
| ----------- | ------ | ----------------- |
| 100 m Brust |        | Danielle Beaubrun |